# Іст-Сейлем (Пенсільванія)
Іст-Сейлем (англ. East Salem) — переписна місцевість (CDP) в США, в окрузі Джуніата штату Пенсільванія. Населення — 169 осіб (2020).

## Географія
Іст-Сейлем розташований за координатами 40°36′31″ пн. ш. 77°14′13″ зх. д. / 40.60861° пн. ш. 77.23694° зх. д. (40.608711, -77.236947). За даними Бюро перепису населення США в 2010 році переписна місцевість мала площу 0,69 км², уся площа — суходіл.

## Демографія
Згідно з переписом 2010 року, у переписній місцевості мешкало 186 осіб у 74 домогосподарствах у складі 52 родин. Густота населення становила 269 осіб/км². Було 80 помешкань (116/км²).
Расовий склад населення:
| - 97,3 % — білих - 0,5 % — корінних американців - 0,5 % — азіатів - 1,6 % — осіб інших рас |

До двох чи більше рас належало 0,0 %. Частка іспаномовних становила 2,7 % від усіх жителів.
За віковим діапазоном населення розподілялося таким чином: 27,4 % — особи молодші 18 років, 55,4 % — особи у віці 18—64 років, 17,2 % — особи у віці 65 років та старші. Медіана віку мешканця становила 35,0 року. На 100 осіб жіночої статі у переписній місцевості припадало 93,8 чоловіків; на 100 жінок у віці від 18 років та старших — 84,9 чоловіків також старших 18 років.
Середній дохід на одне домашнє господарство становив 55 476 доларів США (медіана — 45 855), а середній дохід на одну сім'ю — 64 192 долари (медіана — 47 344). За межею бідності перебувало 8,2 % осіб, у тому числі 9,3 % дітей у віці до 18 років та 0,0 % осіб у віці 65 років та старших.
Цивільне працевлаштоване населення становило 110 осіб. Основні галузі зайнятості: публічна адміністрація — 28,2 %, освіта, охорона здоров'я та соціальна допомога — 18,2 %, будівництво — 14,5 %.